# Назарино
Назарино — деревня в Торопецком районе Тверской области. Входит в состав Пожинского сельского поселения.

## География
Находится в западной части Тверской области на расстоянии приблизительно 22 км на северо-запад по прямой от районного центра города Торопец.

## История
В 1877 году здесь (деревня Холмского уезда Псковской губернии) было учтено 5 дворов.
Название произошло скорее всего от имени Назария (“ он посвятил себя Богу”, “ посвященный Богу” (древне еврейский)). На картах Шуберта деревня обозначалась как Назарьево, а в 1992 году согласно топографической карте Тверской области - Назарово.

## Население
Численность населения: 37 человек (1877 год), 1 (русские 100 %) в 2002 году, 1 в 2010.